# Vkontakte
Vkontakte ili VK (rus. ВКонтакте; hrv. "U kontaktu") najveća je društvena mreža u Rusiji, slična društvenoj mreži Facebook. 
Mreža je najpopularnija u Rusiji te u državama bivšeg Sovjetskog Saveza, a ima članove i iz mnogo drugih zemalja, uključujući i Hrvatsku. U ožujku 2012., Vkontakte imao je 118,8 milijuna otvorenih računa. Četvrta je najposjećenija internetska stranica u Rusiji (iza stranica Yandex, Google i PortalMail). U siječnju 2012., mreža je imala 25,4 milijuna posjeta iz Rusije (58.7% populacije od 12. – 54. godine)
Mrežu je osnovao Rus Pavel Durov u rujnu 2006. Isti programer kasnije je osnovao i Telegram. Prvobitno je trebala biti mreža namijenjena mladim ljudima, ali kasnije su je zbog jednostavnosti i popularnosti, počele koristiti i starije generacije. Može se koristiti na 68 svjetskih jezika, uključujući i hrvatski jezik.
Za razliku od Facebooka, račun se otvara lozinkom, koju korisnik dobije preko SMS-a i ne koristi se e-mail za otvaranje računa. Vkontakte ima i podršku na Android i Symbian uređajima. 

## Vlasnici
U početku vlasnici mreže su bili potpuno anonimni. Prema informacijama koje su plasirane u ruskim novinama Ведомости, projekt kompanije ООО «В контакте», je registriran 19. prosinca 2007. godine. Najveći dio firme pripada Michala Mirilashvili (rus.: Михаила Мирилашвили).
Prema državnoj statistici pravnih lica osnivači firme su:
- Vjacheslav Mirilashvili (Вячеслав Мирилашвили) — 60 %
- Pavel Durov (Павел Дуров) — 20 %
- Michal Mirilashvili (Михаил Мирилашвили) — 10 %
- Lev Leviev (Лев Левиев) — 10 %

## Sestrinski projekti
- В Кадре
- В Штате
- Durov.ru